# روابط اسرائیل و عمان
روابط اسرائیل و عمان (به انگلیسی: Israel–Oman relations)، در راستای موضع اتحادیه عرب در رابطه با اسرائیل، عمان رسماً کشور اسرائیل را به رسمیت نمی‌شناسد و در بیشتر دوران قرن بیستم در بایکوت اسرائیل شرکت داشت.
عمان در دهه ۱۹۷۰ روابط پنهانی با اسرائیل برقرار کرده بود. عمان برای مبارزه با شورش ظفار مارکسیست از اسرائیل درخواست کمک نظامی کرد.
در سال ۱۹۹۴، دو کشور روابط تجاری غیررسمی برقرار کردند که در سال ۲۰۰۰ متوقف شد. در سال ۲۰۱۸، بنیامین نتانیاهو نخست‌وزیر اسرائیل، در راس هیئتی به عمان سفر کرد و با سلطان قابوس و دیگر مقامات ارشد عمانی دیدار کرد. یوسف بن علوی، وزیر امور خارجه عمان در ماه فوریه ۲۰۱۹ گفت که تا زمانی که یک کشور مستقل فلسطینی ایجاد نشود، عمان روابط خود با اسرائیل را عادی نخواهد کرد. اضافه بر این، عمان هر گونه رابطه و پیوند با اسرائیل را غیرقانونی اعلام کرده است
در سال ۲۰۲۰، پس از مرگ سلطان قابوس، نخست‌وزیر اسرائیل، قابوس را مورد ستایش قرار داد و از درگذشت او ابراز تاسف کرد. در سال ۲۰۲۳، عمان اعلام کرد که به هواپیماهای اسرائیلی اجازه می‌دهد تا بر فراز حریم هوایی این کشور پرواز کنند که زمان پرواز را به مقصد کشورهای خاور دور کاهش می‌دهد، هر چند شرکت حامل پرچم اسرائیل ال عال، پس از جنگ اسرائیل و حماس مسیر پرواز خود از آسمان عمان را متوقف کرد.